# Pierre-Luc-Charles Cicéri

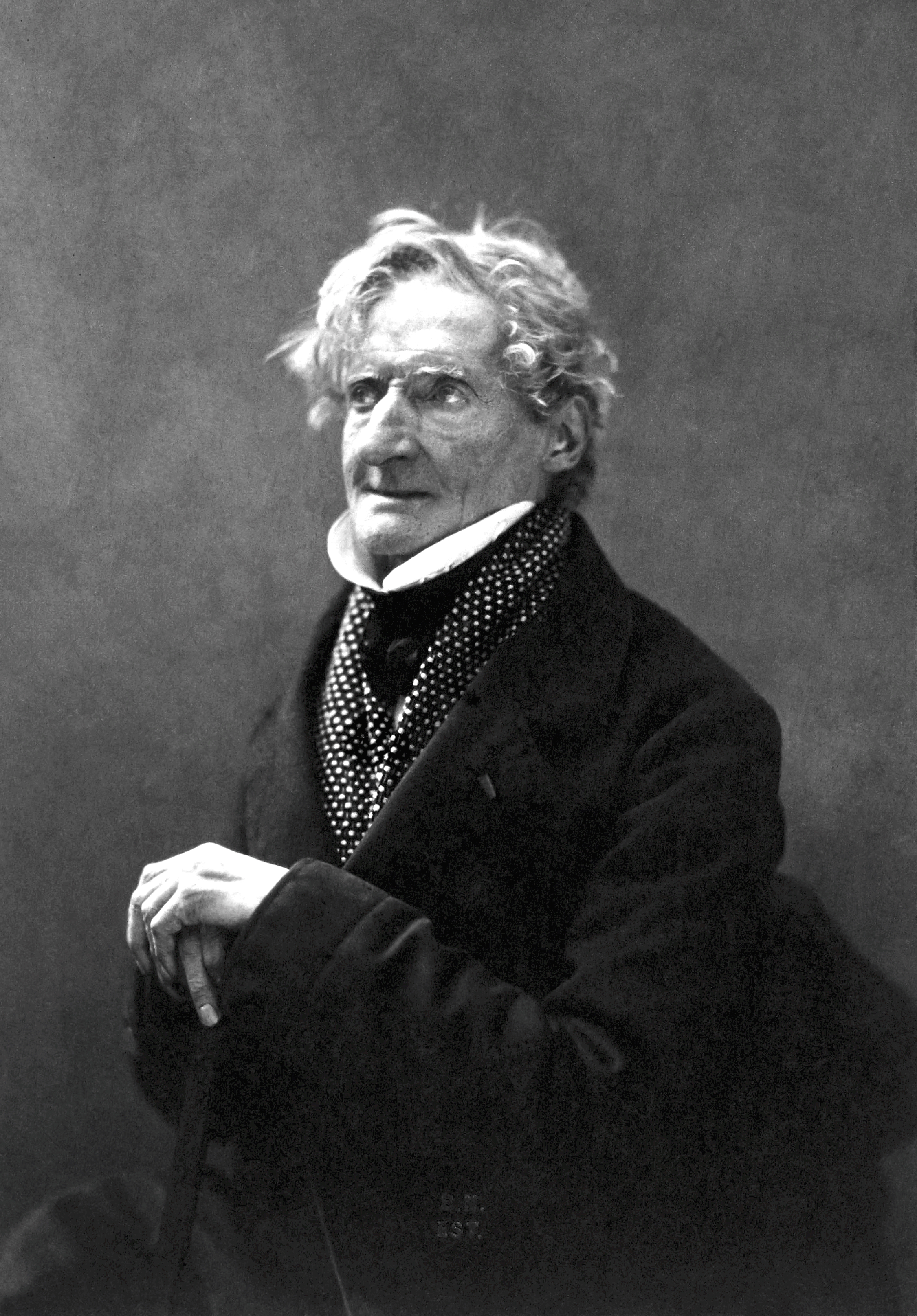
Pierre-Luc-Charles Cicéri, Fotografie von Nadar

Pierre-Luc-Charles Cicéri (* 17. August 1782 in Saint-Cloud; † 22. August 1868 in Saint-Chéron) war ein französischer Landschafts- und Dekorationsmaler, Zeichner, Lithograf, Restaurator und Musiker.

## Leben
Pierre-Luc-Charles Cicéri stammte aus einer Mailänder Kaufmannsfamilie, die nach Frankreich übergesiedelt war. Sein Vater unterhielt im Palais Royal einen Handel mit Brillen. Der junge Cicéri erhielt zunächst eine musikalische Ausbildung, als dessen Folge er mit vierzehn Jahren bereits perfekt Geige spielte.
1802 begann Cicéri ein Zeichenstudium beim Architekten François-Joseph Bélanger. 1806 entwickelte er dann eine Leidenschaft für Bühnendekoration, als er in den Werkstätten der Pariser Oper beschäftigt war. Durch sein Talent und sein künstlerischer Geschmack gefördert stieg er bis 1810 sehr schnell zum anerkannten Maler und Dekorateur der Oper auf. 1818 hatte er dann bereits die Position des „Chefdesigners“ der Institution inne. 
Gleichzeitig wurde Cicéri 1812 zum kaiserlichen Hofmaler und zwei Jahre später zum peintre du Roi et de la Cour ernannt, wobei er auch hier besonders für seine Talente als Dekorationsmaler geschätzt wurde. Ab 1853 hatte Cicéri dann den Posten des kaiserlichen Theaterinspektors inne.